# Khoảng cách thế hệ

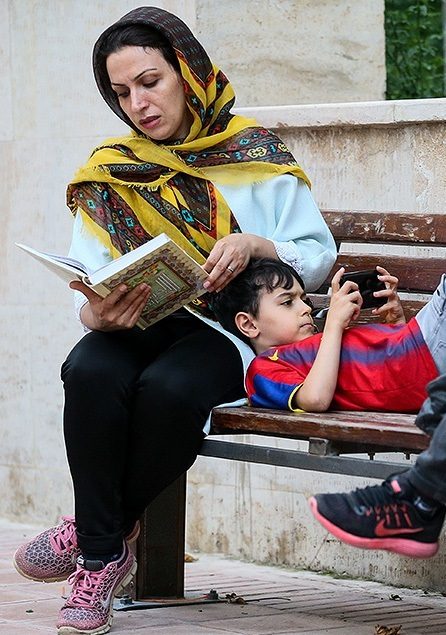

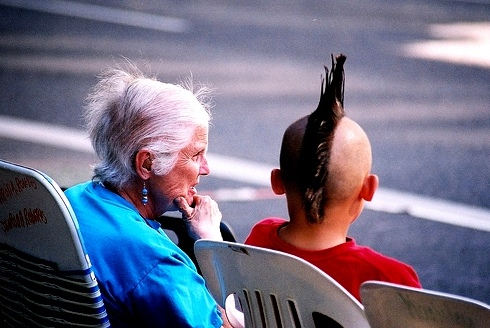
Khoảng cách thế hệ.

Khoảng cách thế hệ là sự khác biệt về quan điểm giữa một thế hệ này và thế hệ khác về niềm tin, chính trị, hoặc giá trị. Theo quan điểm hiện đại, khoảng cách thế hệ thường đề cập đến khoảng cách nhận thức giữa người trẻ và cha mẹ hay ông bà của họ.
Học thuyết xã hội học về khoảng cách đầu tiên xuất phát từ thập niên 1960, khi thế hệ trẻ hơn (sau sự bùng nổ trẻ em) có vẻ như đi ngược lại về mọi thứ so với cha mẹ họ từng tin tưởng như âm nhạc, giá trị, quan điểm chính trị và chính phủ. Các nhà xã hội học hiện đề cập đến khoảng cách thế hệ là  "sự phân biệt tuổi tác". Các nhà xã hội học chia tuổi thọ thành 3 mức: ấu thơ (Childhood), trung niên (Midlife) và Hưu (Retirement). Thông thường khi bất kỳ của các nhóm tuổi được tham gia vào các hoạt động chính của nó, từng thành viên có thể chất được phân lập với những người của thế hệ khác, với ít sự tương tác qua rào cản tuổi tác, ngoại trừ ở cấp độ gia đình. Nhà xã hội học Karl Manheim nhận thấy sự khác biệt trong quan niệm của tuổi trẻ và sự chuyển tiếp tới tuổi trưởng thành trong suốt các thế hệ. Các nhà xã hội học quan sát và nghiên cứu những cách mà các thế hệ tách biệt giữa nhóm này và nhóm khác, và không chỉ trong gia đình mà còn trong các hoàn cảnh xã hội và khu vực. Theo nhà xã hội học Gunhild O. Hagestad và Peter Uhlenberg, sự phân biệt thế hệ này là mối quan tâm rất lớn vì nó thúc đẩy "chủ nghĩa phân biệt tuổi tác" và "gia tăng nguy cơ cô lập" khi người ta già. Mỗi thế hệ, khi tương tách với thế hệ khác có một sự giàu có của thông tin để truyền lại cho những người khác. Ví dụ, các thế hệ già hơn có thể cung cấp nhiều tài chính và hiểu biết về kinh nghiệm của con người cho thế hệ trẻ hơn, trong khi đó thế hệ trẻ hơn có thể xâm nhập vào xu hướng âm nhạc và công nghệ hiện đại. Tất nhiên, điều này không phải lúc nào cũng đúng: đôi khi các thành viên của thế hệ cũ có thể rất thân thiện với xu hướng hiện nay, và các thành viên của thế hệ trẻ có thể yêu thích âm nhạc và văn hóa cũ.